# BC Polkowice
BC Polkowice je polský ženský basketbalový klub, který sídlí ve městě Polkowice. Od roku 2001 hraje nejvyšší polskou ženskou ligu Energa Basket Liga Kobiet. Účastní se také Euroligy v basketbalu žen. Klubové barvy jsou oranžová a černá.

## Historické názvy[1]
- 1983–2004 Miejski Klub Sportowy Polkowice
- 2004–2022 CCC Polkowice
- 2022– BC Polkowice

## Získané trofeje

### Vyhrané domácí soutěže

#### Energa Basket Liga Kobiet(4×)
- 2013, 2018, 2019, 2022

#### Polský pohár v basketbalu žen(5×)
- 2004, 2013, 2019, 2022, 2023

## Soupiska sezóny 2022/2023
| Číslo | Stát     | Hráčka             | Ročník | Výška  |
| ----- | -------- | ------------------ | ------ | ------ |
| 1     | Polsko   | Julia Piestrzyńska | 2001   | 183 cm |
| 3     | Srbsko   | Sasa Cado          | 1989   | 178 cm |
| 5     | Polsko   | Wiktoria Zasada    | 2002   | 173 cm |
| 11    | Maďarsko | Zala Friskovec     | 1999   | 180 cm |
| 13    | Polsko   | Weronika Gajda     | 1989   | 174 cm |
| 14    | Polsko   | Bożena Puter       | 2000   | 187 cm |
| 15    | Polsko   | Klaudia Gertchen   | 1996   | 182 cm |
| 17    | USA      | Erica Wheeler      | 1991   | 170 cm |
| 22    | Polsko   | Liliana Banaszak   | 2000   | 182 cm |
| 23    | Polsko   | Stephanie Mavunga  | 1995   | 191 cm |
| 25    | Řecko    | Artemis Spanou     | 1993   | 186 cm |
| 31    | Polsko   | Inga Stępień       | 2004   | 167 cm |
| 33    | Polsko   | Weronika Telenga   | 1995   | 192 cm |

- Trenér: Karol Kowalewski